# 봉산선
봉산선(鳳山線)은 조선민주주의인민공화국 황해북도 봉산군 봉산역과 서봉산역을 잇는 철도 노선이다.

## 연혁
- 일자 불명: 봉산역에서 서봉산역 지선 개통

## 역 목록
- 봉산역
- 서봉산역